# 가타타역
가타타역(일본어: 堅田駅, かたたえき)은 일본 시가현 오쓰시에 있는 서일본 여객철도의 철도역이다. 야마시나역과 오미시오쓰역을 제외한 고세이 선의 모든 중간역을 관할하고 있으며, 시종점을 제외하면 오쓰쿄역, 오미이마즈역과 더불어 고세이 선의 몇 안 되는 직영역이다.
라이초·선더버드 호가 아침·저녁 시간대에 왕복 5편 정차한다.

## 역 구조
쌍섬식 승강장으로, 2면 4선 형태의 고가역이다. 이코카 및 제휴 교통카드의 사용이 가능하다.

### 승강장
| 1·2 | ■ 고세이 선 | 오미이마즈 · 쓰루가 방면 |
| 3·4 | ■ 고세이 선 | 교토 · 오사카 방면       |

## 역세권 정보
- 비와 호 대교
- 비와 호 타워 유원지 흔적 및 대관람차 이고스 108호

## 역사
- 1974년 7월 20일 - 고세이 선 개통에 따라 개업하였다.
- 1987년 4월 1일 - 민영화에 따라 서일본 여객철도의 소속이 되었다.
- 2003년 11월 1일 - 이코카의 사용이 개시되었다.

## 인접역
| 서일본 여객철도                | 서일본 여객철도    | 서일본 여객철도            |
| ------------------------------ | ------------------ | -------------------------- |
| 히에이잔사카모토 야마시나 방면 | ■ 고세이 선 신쾌속 | 오미마이코 오미시오쓰 방면 |
| 오고토온센 야마시나 방면       | ■ 고세이 선 쾌속   | 오미마이코 오미시오쓰 방면 |
| 오고토온센 야마시나 방면       | ■ 고세이 선 보통   | 오노 오미시오쓰 방면       |